# Metoda pilnikowa (pomiaru twardości stali)
Metoda pilnikowa – najstarsza metoda pomiaru twardości metali, opracowana w 1801 r. przez Rene Hauy'ego (pierwotnie skala z 4 stopniami twardości), stosowana do szacunkowego określania twardości stali hartowanej w skali HRC. Polega ona na stwierdzeniu czy dany pilnik o znanej twardości HRC zarysował materiał mierzony czy nie. Jeśli tak – to twardość materiału jest mniejsza niż twardość pilnika, jeśli nie – wtedy materiał jest twardszy niż to wynika z cechy twardości naniesionej na pilniku. Metoda jest od 1963 r. znormalizowana międzynarodowym standardem branży samochodowej i lotniczej SAE J864 (także jako ANSI/SAE J864-1993).